# Patagonische Tierhaut-Rüstung
Patagonische Tierhaut-Rüstungen sind Schutzwaffen, die von verschiedenen indigenen Völkern Patagoniens verwendet wurden.

## Beschreibung
Die bekannten patagonischen Tierhaut-Rüstungen bestehen aus dem Leder von Pferden und sind in auffälligen Farben wie rot, gelb und blau bemalt. Die Rüstungen bestehen aus bis zu sieben Lagen des Pferdeleders, was sie sehr widerstandsfähig macht. Der obere Teil ist ähnlich wie ein normales Hemd oder eine Jacke geschnitten. Am Hals ist ein Kragen ausgearbeitet, der etwa bis an oder kurz über die Nase reicht, um das Gesicht zu schützen. Der untere Teil ist sehr weit geschnitten um genug Bewegungsfreiheit für die Beine zu bieten. Am Hals und an den Seiten des unteren Bereiches sind die Nähte aus Leder verstärkt gearbeitet. Als Nadel werden zugeschnitzte Knochen benutzt. An den Ecken des unteren Bereichs sind Quasten angebracht, die zur Zier dienen. Solche Rüstungen wurde von den Ethnien der Tehuelche und Mapuche in Patagonien benutzt. Weltweit sind nur vier erhaltene Museumsexemplare bekannt.